# Mleczka
Die Mleczka ist ein Fluss in den Ostkarpaten im südöstlichen Polen. Sie liegt im Weichsel-Becken und mündet als sein rechter Nebenfluss in den Wisłok, um schließlich über San und Weichsel in die Ostsee abzufließen. Die Mleczka entsteht durch den Zusammenfluss zweier großer Bäche gleichen Namens, gelegentlich auch benannt als westliche und östliche Mleczka, die in den leicht hügeligen Ausläufern des Dynów-Gebirges entspringen.

## Verlauf

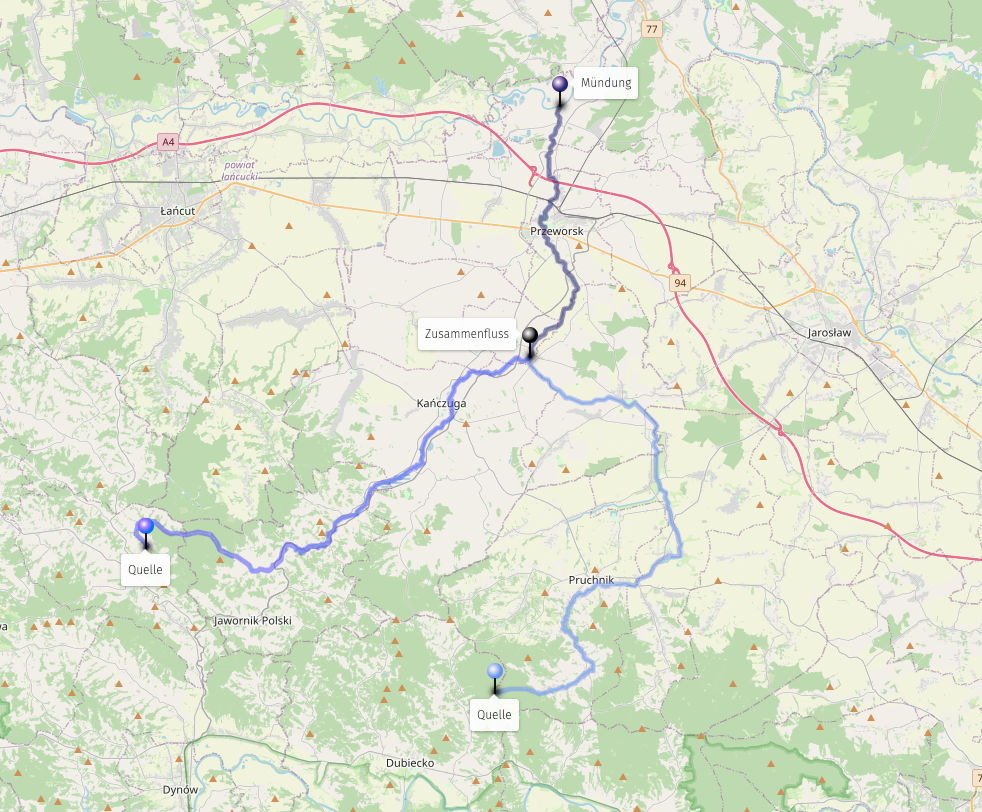
Übersicht: Quellen, Zusammenfluss und Mündung der Mleczka

### Westliche Mleczka
Die (westliche) Mleczka ("Mleczka Zachódnia") entspringt als Geflecht von kleinen Bächen südlich von Grzegorzówka in der Gemeinde Jawornik Polski und fließt in nordöstliche Richtung über Zagórze und Siedleczka nach Kańczuga, wobei kleinere Bäche wie Rzegocka Rzeka, Tarnawka, Łęgi, Husówka, Potok Broniszowski, Nietecz, Łopuszka und Potok Średni in ihr münden. Südlich von Urzejowice fließt die Markówka in die Mleczka.

### Östliche Mleczka
Die (östliche) Mleczka ("Mleczka Wschódnia") entsteht durch den Zusammenfluss mehrerer Bäche westlich des Dorfes Kramarzówka in der Gemeinde Pruchnik. Sie fließt durch Pruchnik und nimmt 
nördlich von Węgierka den gleichnamigen Fluss auf. Sie fließt weiter durch Bystrowice, wo der Jodłówka in sie fließt. Über Zarzecze fließt sie weiter Richtung Urzejowice. Südlich der kleinen Stadt geht sie mit der westlichen Mleczka zusammen.

### Zusammenfluss, und Mündung
Die bei Urzejowice vereinigte Mleczka fließt weiter Richtung Norden. Bei Przeworsk fließt der Nowosiółka in sie, bevor sie schließlich nördlich der Stadt das Dorf Gorliczyna passiert, die kleinen Flüsse Starerzeki und Strzyganka aufnimmt, und hinter Gniewczyna Łańcucka in den Wisłok führt.

### Interessante Koordinaten
| Beschreibung                                       | Koordinaten                  |
| -------------------------------------------------- | ---------------------------- |
| Quelle der westlichen Mleczka                      | 49° 55′ 12″ N, 22° 12′ 37″ O |
| Quelle der östlichen Mleczka                       | 49° 51′ 22″ N, 22° 26′ 58″ O |
| Zusammenfluss der westlichen und östlichen Mleczka | 50° 0′ 17″ N, 22° 28′ 26″ O  |
| Mündung als sein rechter Nebenfluss in den Wisłok  | 50° 6′ 55″ N, 22° 29′ 39″ O  |

### Galerie

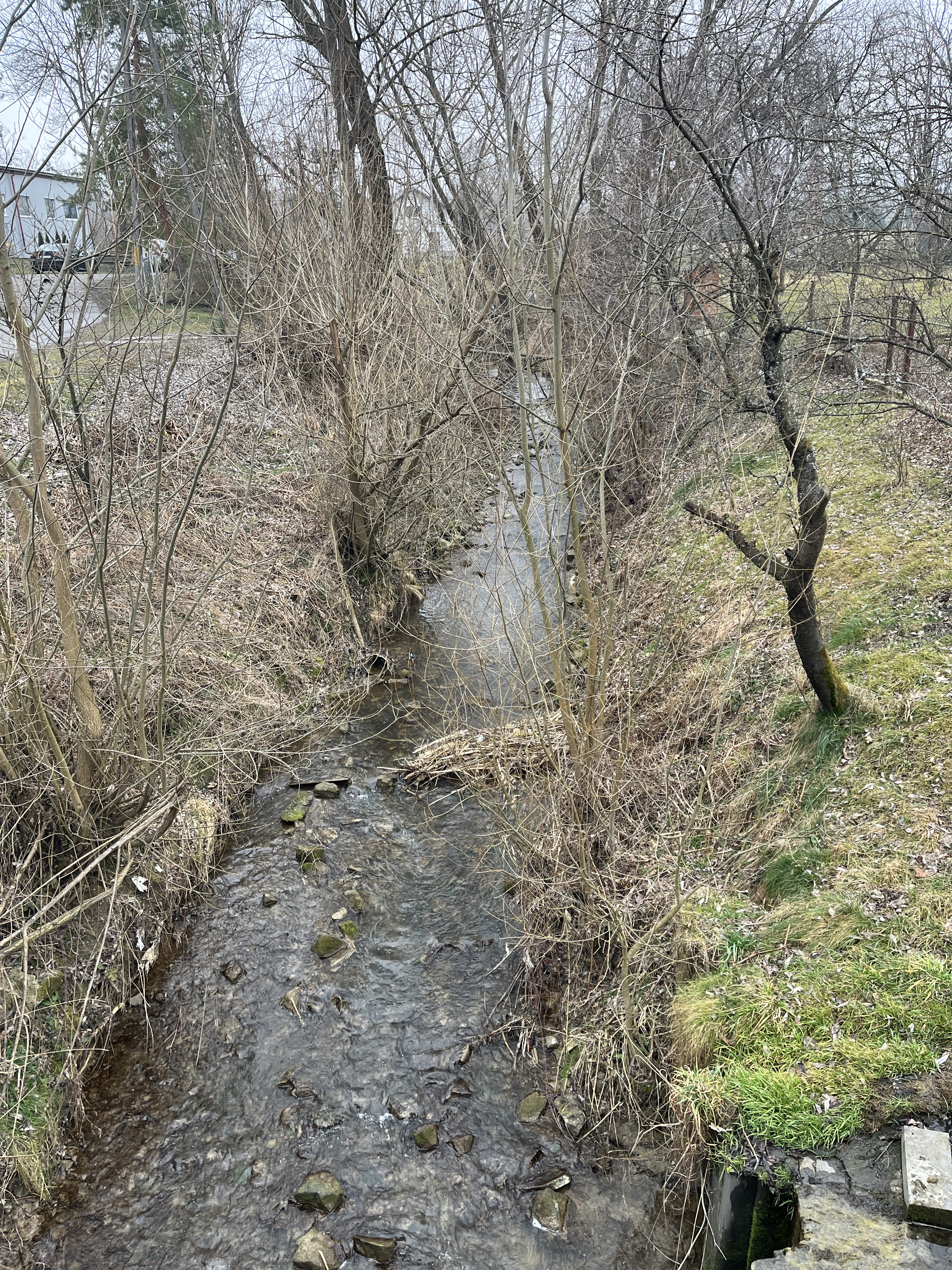
Die Mleczka in Pruchnik
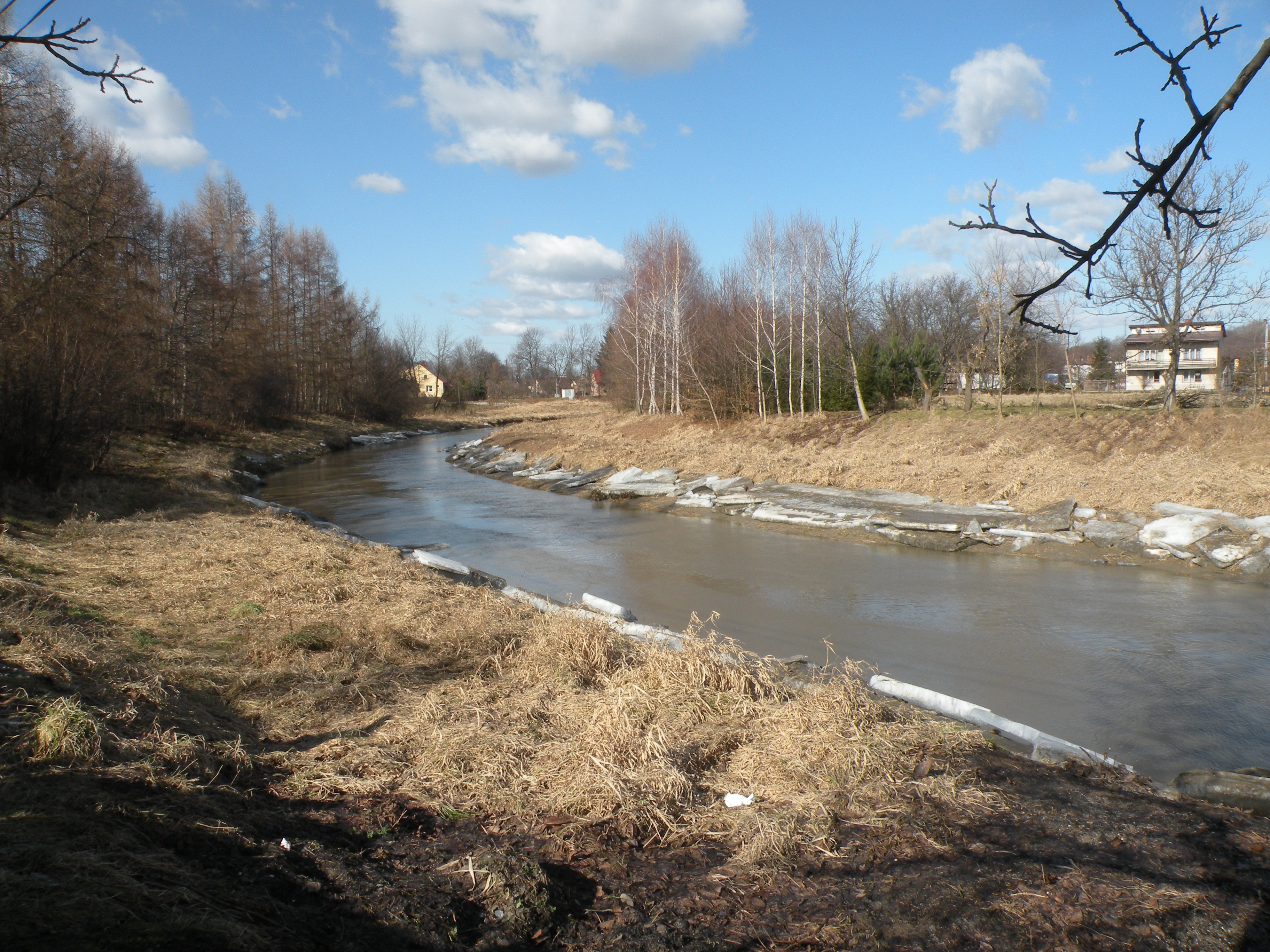
Die Mleczka in Przeworsk
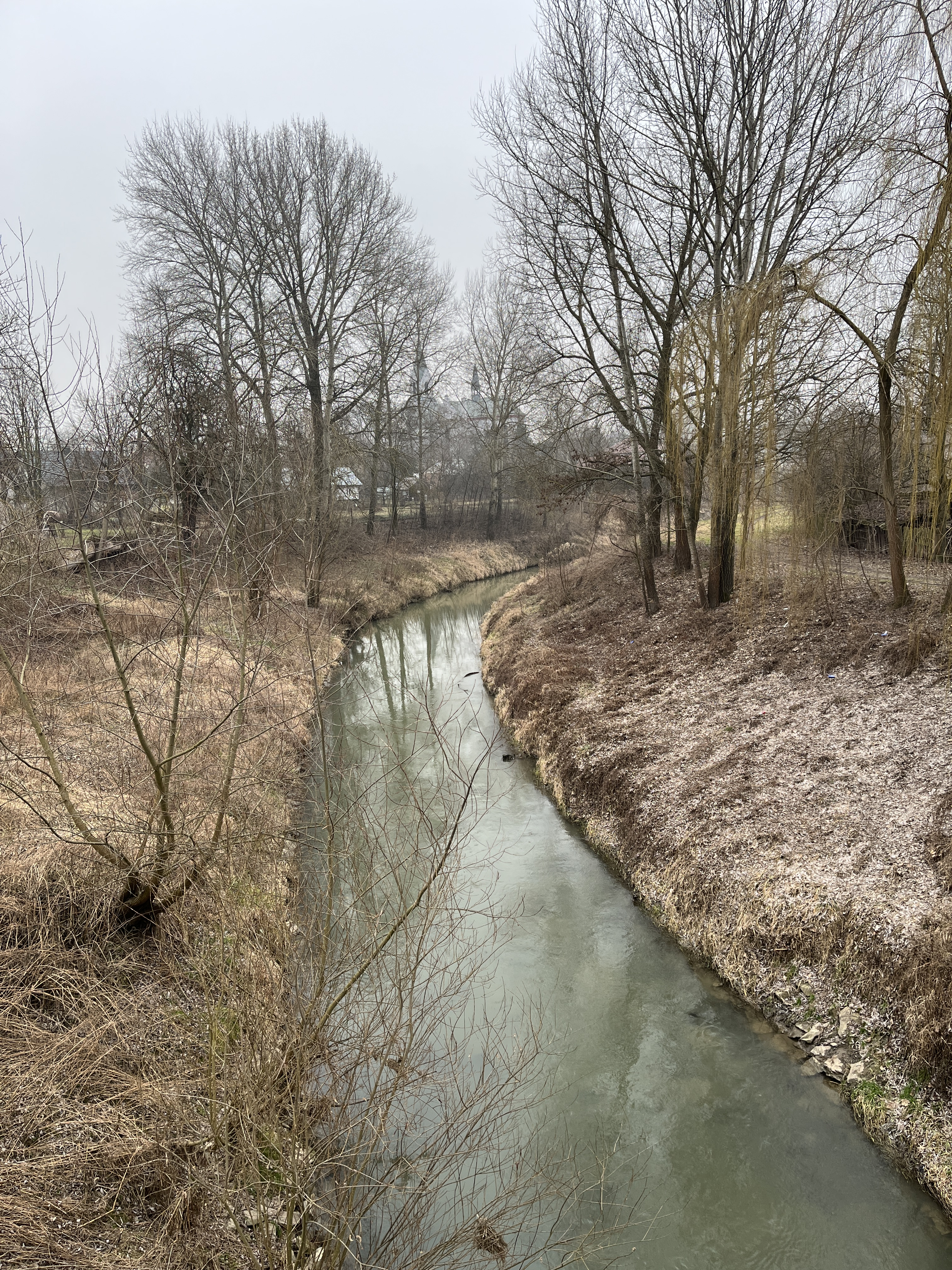
Die Mleczka in Gniewczyna Łańcucka
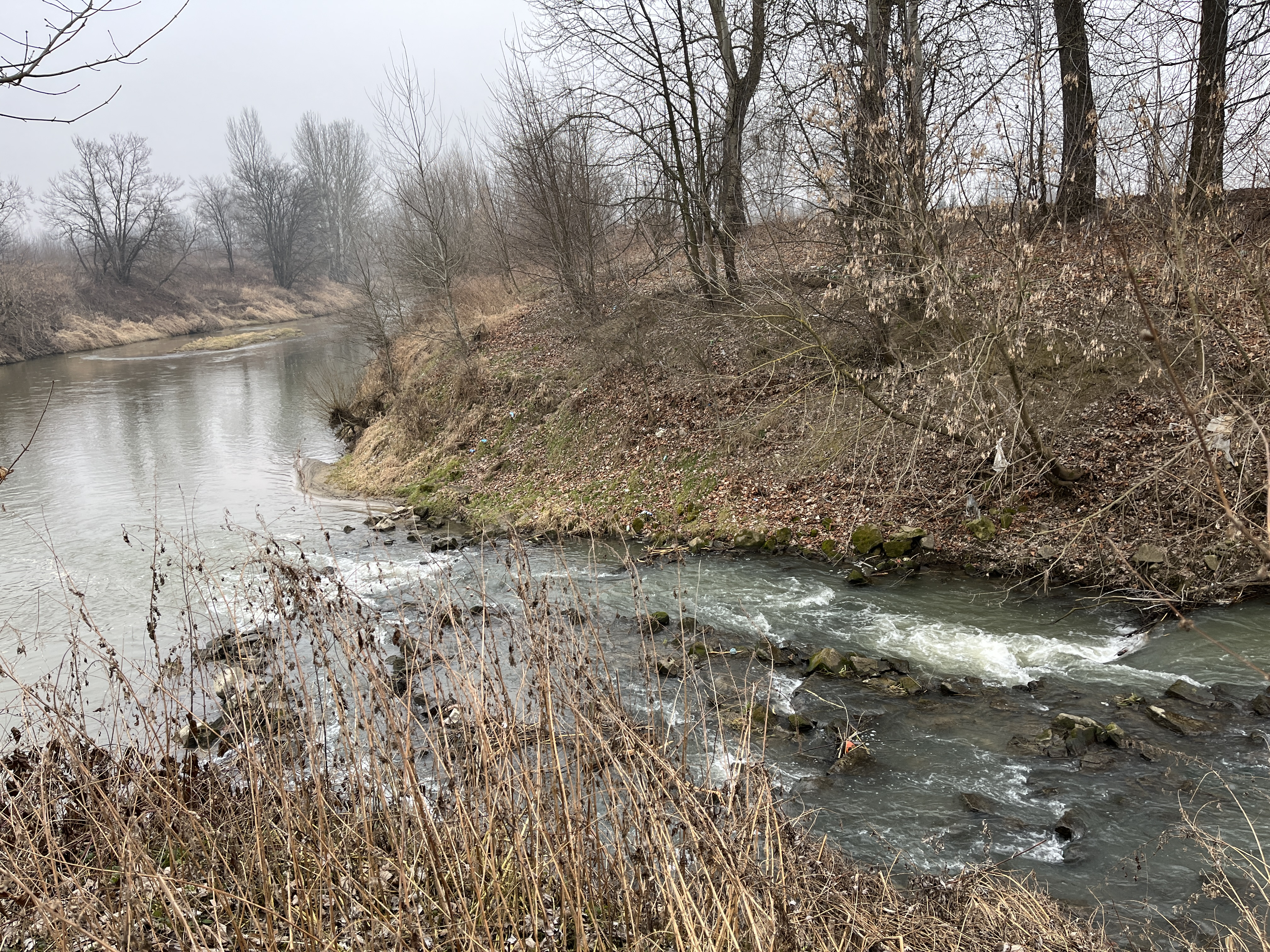
Die Mleczka fließt in den Wisłok

## Einordnung des Namens
In den überwiegend ländlich geprägten Gemeinden des südöstlichen Polens werden viele kleinere Bäche von den Einwohnern Mleczka genannt. Deutungsversuche des Namens beinhalten:
- Populärwissenschaftlich: Das Wort mleczka kann mit Milch in Verbindung gebracht werden, was darauf hindeutet, dass das Wasser im Fluss früher Weiß wie Milch war. Dazu würde die Überlieferung passen, dass unter Einfluss und Ausbreitung des Magdeburger Rechts der deutsche Name des Flusses Milchbach war, also Mleczny Potok.
- Sprachlich: Der Name Mleczka kann mit dem Wort młaka in Relation gesetzt werden, was Feuchtgebiete bedeutet. Feuchtgebiete befinden sich entlang des Flussbetts.
- Geschichtlich: Bei einer Deutung können die Anfänge der Besiedlung im Vorgebirge hinzugezogen werden. Das Wort mleć könnte von den zahlreichen Wassermühlen stammen, die mit Bachwasser betrieben wurden.
- Geologisch: Der Name des Flusses, so eine weitere Herleitung, hat eine Beziehung zum weißen Sediment, das einst seine Oberfläche bedeckte. Dieses Sediment stammte aus der Auswaschung von Kalksteinfelsen im Oberlauf. Aufgrund zunehmender Verschmutzung des Flusses ist dieses Sediment derzeit nicht sichtbar.